# Reiseprivathaftpflichtversicherung
Die Privathaftpflichtversicherung deckt die Risiken von Haftungsfällen nur in eingeschränktem Umfang ab, da im Ausland vorkommende Schadenereignisse zunächst nach § 4 Ziff. I Nr. 3 AHB vom Versicherungsschutz ausgeschlossen sind, was im Privatbereich jedoch nicht für Auslandsaufenthalte bis zu einem Jahr Dauer gilt. Bei längeren Auslandsaufenthalten kann also eine Deckungslücke bestehen.
Diese kann über eine Reiseprivathaftpflichtversicherung abgedeckt werden, die im Zusammenhang mit weiteren Reiseversicherungen abgeschlossen werden kann. Häufig sind diese Risiken aber auch über Kreditkarten und dortige zusätzlich optierbare Versicherungsmodelle abgesichert.